# Politik des leeren Stuhls
Die Politik des leeren Stuhls (auch Krise des leeren Stuhls) bezeichnet eine von Frankreich vom 1. Juli 1965 bis 30. Januar 1966 im damaligen Ministerrat der EWG verfolgte politische Strategie, die im Wesentlichen durch dauerhaftes Fernbleiben der französischen Verhandlungsdelegation von den Ratssitzungen gekennzeichnet war. Die Institution war damit beschlussunfähig und das gesamte politische System der EWG faktisch gelähmt. Die Politik des leeren Stuhls endete mit dem Luxemburger Kompromiss vom 29. Januar 1966 (Luxemburger Beschlüsse der EWG-Außenminister).

## Ursachen

### Umstellung der Finanzierung der Gemeinschaftsaufgaben
Vorausgegangen waren Bestrebungen der EWG-Kommission unter Kommissionspräsident Walter Hallstein, für die Finanzierung von Gemeinschaftsaufgaben besonders im stark vergemeinschafteten Agrarbereich und in der Wirtschaftspolitik die Einnahmen der Mitgliedstaaten aus Binnenzöllen in voller Höhe heranzuziehen und die bis dato üblichen Mitgliedsbeiträge bemessen am Bruttosozialprodukt zu streichen. Dem Europäischen Parlament sollte ein Kontrollrecht über die Mittelverwendung eingeräumt werden.

### Übergang zur Abstimmung mit qualifizierter Mehrheit
Darüber hinaus sollte im Bereich der gemeinsamen Agrarpolitik gemäß den im EWG-Vertrag getroffenen Bestimmungen (Art. 43 Abs. 2 EWGV von 1957) nach Ablauf einer Übergangszeit von 8 Jahren, also zum 1. Januar 1966, im Rat nicht mehr nach dem bis dahin geltenden Einstimmigkeitsprinzip abgestimmt werden, sondern mit qualifizierter Mehrheit. Konkret bedeutet dies, dass ein Rechtsakt, um angenommen zu werden, nicht mehr alle der 17 Stimmen im Ministerrat benötigt hätte, sondern lediglich eine ungefähre Zweidrittelmehrheit von 12. Da Frankreich mit nur vier Stimmen im Rat vertreten war (Bundesrepublik Deutschland: 4, Italien: 4, Belgien: 2, Niederlande: 2, Luxemburg: 1), hätte es eine ihm unliebsame Entscheidung nicht wie bisher blockieren können.

## Die Politik Frankreichs
Nach Auffassung der französischen Regierung waren aber die Pläne der Kommission für die Finanzierung der gemeinsamen Agrarpolitik für Frankreich nicht hinnehmbar. Des Weiteren lehnte sie den Übergang zu Mehrheitsentscheidungen des Rates zum damaligen Zeitpunkt grundsätzlich ab.

### Einstellung der Mitarbeit im Ministerrat
Die Situation spitzte sich am 29. Juni 1965 in einer Sitzung des Ministerrats zu, als Frankreich seinen Unmut über die Absichten der Bundesrepublik, Italiens und der Niederlande äußerte, die Budgetkompetenzen des Europäischen Parlaments auszuweiten. Der französische Außenminister Couve de Murville verwies auf die fehlende Legitimationsgrundlage eines nicht aus allgemeinen Wahlen hervorgegangenen Parlaments und kritisierte einen Kompetenzzuwachs des Parlaments im Grundsätzlichen.
De Murville erklärte dann in der Nacht zum 1. Juli 1965 trotz des Angebots einer Überarbeitung der Hallsteinschen Kommissionsvorschläge die Verhandlungen für gescheitert. In der Folge stellte Frankreich seine Mitarbeit im Ministerrat, dem Ausschuss der Ständigen Vertreter, der Europäischen Kommission und im Beratungsausschuss zur Verwirklichung einer Wirtschaftsunion über ein halbes Jahr durch Rückzug ein.

### Auswirkungen
Frankreichs Haltung löste eine schwere „Verfassungskrise der Gemeinschaft“ aus. Die EWG konnte ein halbes Jahr lang keine Entscheidungen mehr treffen.

## Bewertung
Nicht erst aus heutiger Sicht besteht Gewissheit über die Bewertung der politischen Einordnung der Streitigkeiten mit Frankreich, bei der ein Streit hinter dem Streit bestand.

### Der Hintergrund: zukünftiges Integrationskonzept?
Hinter der Blockade der Tätigkeit der EWG durch Frankreich stand ein grundsätzlicher Dissens über das zukünftige Integrationskonzept. Zuvor hatte sich Frankreich im Rahmen der Fouchetpläne Ende 1961/Anfang 1962 nicht durchsetzen können.

### Das Verhalten Frankreichs
Die Politik des leeren Stuhls, stark verbunden mit der Person des damaligen Staatspräsidenten Charles de Gaulle, gilt daher als Beispiel intergouvernemental ausgerichteter Europapolitiken im Integrationsprozess der Europäischen Union. In der historisch-politikwissenschaftlichen Bewertung kann man behaupten, de Gaulle nutzte sein Einflussgewicht mit dem aus seiner Sicht wenig risikoreichen Kalkül, die Verhandlungspartner würden in der damals bestehenden Atmosphäre des politischen Handlungszwangs (Europäische Wirtschaftsgemeinschaft, Finanzierung der Agrarpolitik) ohnehin mittelfristig ein für Frankreich akzeptables Angebot machen.